# Crkva Pohoda Blažene Djevice Marije u Gornjem Dragancu
Crkva Pohoda Blažene Djevice Marije u Gornjem Dragancu župna je rimokatolička crkva u Gornjem Dragancu u Bjelovarsko-bilogorskoj županiji.
Prvotna crkva bila je srednjovjekovna građevina gotičkih karakteristika, današnja nastaje u baroknom stilu 1679., a obnovljena je 1876. godine čime dobiva konačan izgled u duhu historicizma. Pripada tipu jednobrodnih građevina užeg svetišta zaključenog poligonalnom apsidom uz koje se s južne strane nalazi sakristija, a pred zapadnim pročeljem zvonik. Zgrada župnog dvora smještena je s južne stane crkve, prema gabaritu, karakteristikama konstrukcije i oblikovnim karakteristikama može se datirati u 18. stoljeće.

## Zaštita
Pod oznakom Z-1908 vodi se kao nepokretno kulturno dobro - pojedinačno, pravnog statusa zaštićena kulturnog dobra, klasificirano kao "sakralna graditeljska baština".